# 権力と人間
『権力と人間』（けんりょくとにんげん、英: Power and Personality）は、ハロルド・ラスウェルによる政治学の著作である。心理主義的にエリート層に属する人間を分析して類型し、社会的価値よりも権力を第一義的に追求する人を「政治的人間 (homo politicus)」とし、民主政(democracy)のために「民主的指導者」の必要性を訴えた。

## 概要
1902年に生まれたラスウェルは16歳でシカゴ大学に入学し、メリアムの下で戦時における宣伝技術についての研究を進め、大学を卒業してからはヨーロッパへ遊学し、1924年以後はアメリカの各地の大学で教育に携わった。この著作は政治権力を人間の心理的側面から分析し、民主主義の理念を実現するための提案を論じたものである。
本書におけるラスウェルの着眼点は権力と人格の関係性を明らかにすることにあり、民主主義を実現するためには権力と人格の分析を進めてその知識を役立てることを意識している。ラスウェルによれば人間の社会的行動にはその目標となっている価値の性質から二つの範疇に大別することができる。それは「生物としての人間の欲求を充足させる財産や健康などの福祉価値」と、「社会的存在としての人間の欲求を充足させる愛情や道義などの尊敬価値」の二つである。権力とはある行為の形式から逸脱すれば、価値剥奪が期待される関係であると定義されており、したがって権力は人間が求めるさまざまな価値を取り上げることで機能すると考えられる。

## 「政治的人間」と「民主的指導者」
一方で、人間の人格についてラスウェルは政治的人間タイプ(homo politicus)と区分できる人間に注目している。政治的人間タイプは権力価値を重要視し、その保持を積極的に求めようとする。政治的人間タイプの人格は私的な動機を公的な目標に転換して、公共の利益の名の下に合理化するという共通性があると指摘する。政治的タイプは、「人間関係を緻密に管理する官僚型」と「自己顕示や挑発によって注目を集める扇動家型」の二つに分類することが可能である。
政治的人間タイプの問題点は権力を追及する行動が
、私的動機に基づいていることにある。民主主義的人間な人格に対して政治的人間タイプは本当の公共的な利益のために権力を行使するとは限らない。民主主義においては権力が人民によって共有されており、多数派の支持によらなければ指導や統治は成り立たない。このような社会の指導者に必要なのは政治的タイプとは反対の民主的人格であり、人間の破壊性を抑制することである。
民主主義社会を具体化するためには、政策問題についての客観的な理解と判断を支える政策科学が必要であり、社会の価値を政策として具体的に実現しなければならない。諸政策は民主主義の崩壊を防ぐ消極的政策と民主主義の支持を整える積極的政策の二つに大別できる。消極的政策は民主的人格を促進して社会全体に普及させることであり、また人間の破壊行動を物理的にも心理的にも抑制することも含まれる。積極的政策としては民主主義の魅力を示すことであり、その民主的な思考法を教育することである。この中で特に重要な思考法は投射的思考と呼ばれる社会の未来図を提示することである。
これまでの未来図にはマルクス主義が主張するような「封建制やブルジョワジーの打破による自由社会への移行」、またハイエクに代表される自由主義が主張するような「市場原理による自由社会の成立」という二つの議論があった。しかし、ラスウェルはこの社会主義や資本主義という特定の思想を重視する主張には民主主義の本質である多様な政治的選択を使い分けるという視点がないと論じ、政策科学としては政治的構想とはどのような細部の意味も全体の文脈によって左右されることを原理とすることで可能となるとしている。